# Ассирийский законник
Ассирийский законник, известный как Среднеассирийские законы (MAL), представляет собой древний правовой кодекс, созданный между 1450 и 1250 годами до н.э. в период Среднеассирийской империи. Этот свод законов имеет схожесть с шумерским и вавилонским правом, однако отличается более суровыми наказаниями за правонарушения.
Первый обнаруженный экземпляр кодекса относится к правлению Тиглатпаласара I (1114–1076 гг. до н.э.) и был найден в ходе раскопок, проводимых Немецким восточным обществом в период с 1903 по 1914 годы. На сегодняшний день известно три ассирийских собрания законов.
Характерной чертой ассирийского права являются жестокие наказания, такие как отсечение ушей и носов, что также встречается в Кодексе Хаммурапи, составленном несколькими веками ранее. Например, за убийство семья пострадавшего имела право самостоятельно решить судьбу убийцы, вплоть до применения смертной казни.
Большая часть законов касалась сексуальных отношений, включая изнасилование и супружескую измену, а также вопросов развода и домашнего насилия. Многие из этих законов отражают патриархальный характер ассирийского общества и строгий контроль над поведением женщин. Например, за нанесение женщиной увечья мужчине предусматривалось отсечение пальца или даже ослепление. В случае изнасилования замужней женщины насильник подлежал смертной казни, тогда как сама женщина не несла наказания.